# Piotr Kozakiewicz
Piotr Paweł Kozakiewicz (ur. 30 czerwca 1835 w Krakowie, zm. 8 września 1893 tamże) – polski rzeźbiarz, powstaniec styczniowy 1863.

## Życiorys
Był starszym bratem malarza Antoniego Kozakiewicza. W latach 1862–1865 studiował rzeźbę w krakowskiej Szkole Sztuk Pięknych będąc uczniem Henryka Kossowskiego. W momencie wybuchu powstania styczniowego zgłosił się jako ochotnik w szeregi powstańcze wraz ze swoim młodszym bratem Antonim. Był uczestnikiem bitwy pod Miechowem. Pracował w Warszawie i w Wiedniu. We Lwowie w latach 1866-1872 został uczniem i współpracownikiem Leopolda Schimsera wykonując nagrobki na cmentarzu Łyczakowskim. Tworzył rzeźby religijne Dzieciątko Jezus z 1865, Chrystus na krzyżu z 1870, alegoryczne i rodzajowe np.: Ubóstwo i sieroctwo, Wieśniak z 1877. Jest autorem ok. 40 popiersi między innymi Jana Matejki, Wincentego Pola i innych. W Tarnowie wykonał w 1866 popiersie Józefa Szujskiego znajdujące się przed budynkiem I Liceum Ogólnokształcącego. Do kościoła Rzepienniku Biskupim wykonał rzeźby św. Piotra i św. Pawła zdobiące wejście główne. W zbiorach muzeum diecezjalnego w Sandomierzu znajduje się rzeźba alegoryczna Piotra Kozakiewicza Pius IX błogosławiący Polskę
Pochowany został na cmentarzu Rakowickim w kwaterze Cd.